# Esselborn

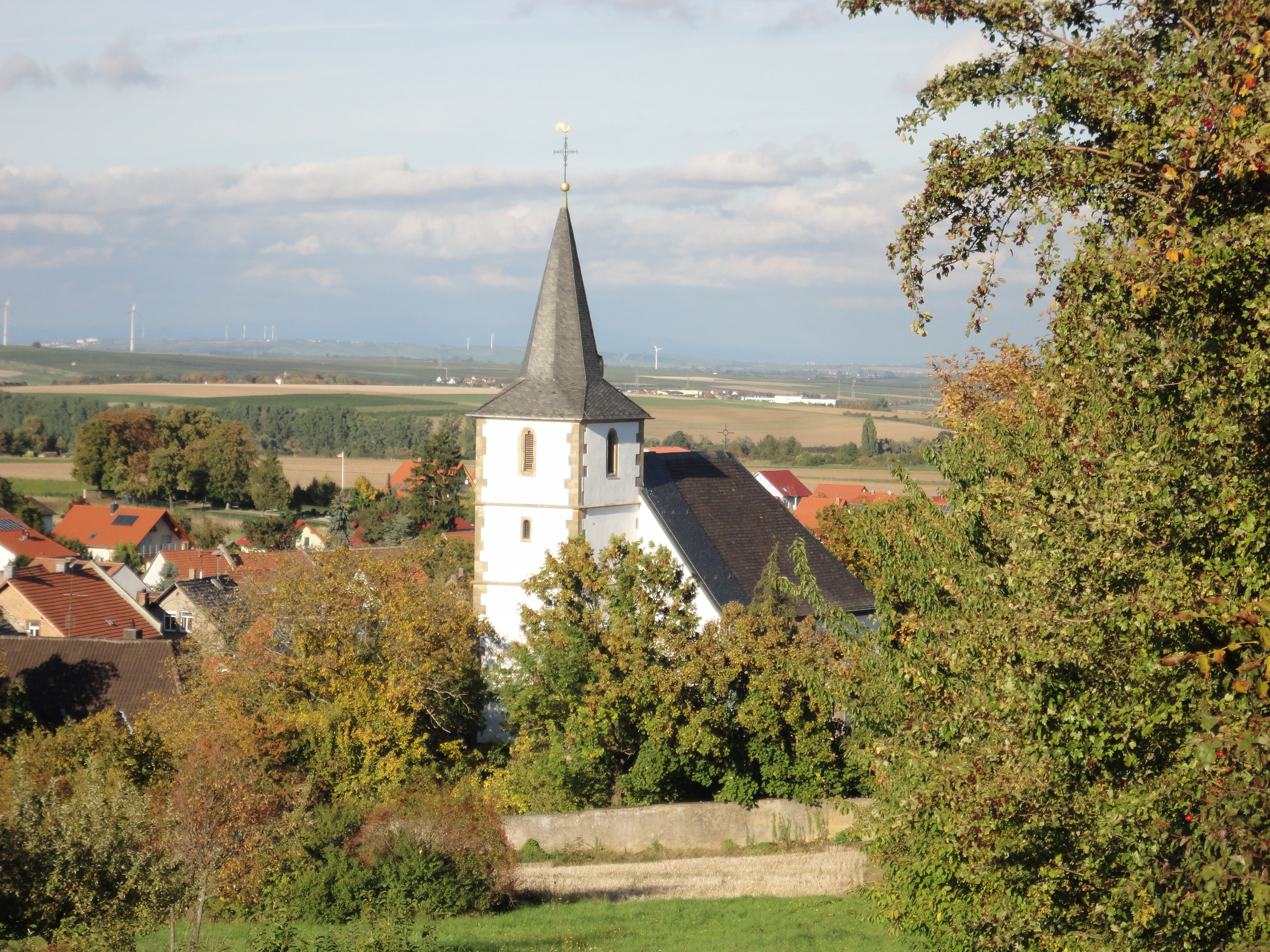
Evangelische Kirche in Esselborn

Esselborn ist eine Ortsgemeinde im Landkreis Alzey-Worms in Rheinland-Pfalz. Sie gehört der Verbandsgemeinde Alzey-Land an.

## Geographie

### Lage
Esselborn befindet sich rund 3 km südlich von Alzey im Alzeyer Hügelland. Die Gegend ist ohne markante Erhebungen und steigt zur südlichen Gemarkungsgrenze bis auf etwa 300 m an. Östlich und südlich des Ortskerns befinden sich Weinberge inmitten einer sonst von Äckern geprägten Landschaft. Im Ort entspringt der Wiesbach, der nach Osten zum Weidasserbach entwässert, der wiederum in die Selz fließt. Nachbargemeinden sind: Kettenheim, Dintesheim, Flomborn, Ilbesheim, Freimersheim und Wahlheim.

## Geschichte

### Mittelalter
Die älteste erhaltene Erwähnung von Esselborn – als Escilebrunnin – stammt von 763 und stand in einer Schenkungsurkunde des Klosters Lorsch. Spätestens seit dem 12. Jahrhundert im Besitz der Herren von Strahlenberg war Esselborn nach deren Aussterben seit 1408 Teil der Kurpfalz, die einen Teil des Ortes als Lehen an die Ritter von Lewenstein vergaben. 1657 starb auch diese Familie aus und das Lehen fiel an die Pfalz zurück. Der Ort gehörte zum pfälzischen Oberamt Alzey. Das Kloster Otterberg war im Ort begütert.

### Neuzeit
1546 wurde in der Pfalz die Reformation eingeführt. Die Gegend erlitt 1620 im Dreißigjährigen Krieg und erneut 1689 im Pfälzer Erbfolgekrieg schwere Schäden.

Nach der Einnahme des linken Rheinufers durch französische Revolutionstruppen wurde die Region 1793 von Frankreich annektiert. 
 Verzögert durch die Koalitionskriege wurde die Annexion erst nach 1797 konsolidiert und Esselborn gehörte von 1798 bis 1814 zum Kanton Alzey im Departement Donnersberg (Département du Mont-Tonnerre). Gerichtlich war im Bereich des Kantons für die Zivilgerichtsbarkeit das Friedensgericht Alzey zuständig, für die Angelegenheiten der freiwilligen Gerichtsbarkeit im übrigen Notariate.
Aufgrund von 1815 auf dem Wiener Kongress getroffenen Vereinbarungen und eines 1816 zwischen dem Großherzogtum Hessen, Österreich und Preußen geschlossenen Staatsvertrags kam Rheinhessen, und damit auch die Gemeinde Esselborn, zum Großherzogtum Hessen, das das neu erworbene Gebiet als Provinz Rheinhessen organisierte. Nach der Auflösung der Kantone in der Provinz kam der Ort 1835 zum neu errichteten Kreis Alzey, zu dem er bis 1969 gehörte, als die Gemeinde im Rahmen der Verwaltungsreform zum neuen Landkreis Alzey-Worms kam.
Das Friedensgericht Alzey wurde 1879 aufgelöst und durch das Amtsgericht Alzey ersetzt.
Nach dem Zweiten Weltkrieg gehörte die Gemeinde zur französischen Besatzungszone und wurde 1946 Teil des neu gebildeten Landes Rheinland-Pfalz.

## Bevölkerung
Der Ort zählte 1910 323 Einwohner, bis 1939 war die Zahl auf 280 gesunken. Nach dem Zweiten Weltkrieg stieg die Einwohnerzahl wieder auf über 300 und im 21. Jahrhundert wurden im Norden des Ortskerns, an der Gemarkungsgrenze zu Kettenheim, zwei Neubaugebiete ausgewiesen und bebaut. Seitdem steigt die Einwohnerzahl, auf fast 400 im Jahr 2024.

## Politik

### Gemeinderat
Der Gemeinderat in Esselborn besteht aus acht Ratsmitgliedern, die bei der Kommunalwahl am 9. Juni 2024 in einer Mehrheitswahl gewählt wurden, und dem ehrenamtlichen Ortsbürgermeister als Vorsitzendem.

### Bürgermeister
Stefan Becker wurde am 29. August 2024 Ortsbürgermeister von Esselborn. Bei der Direktwahl am 9. Juni 2024 war er als einziger Bewerber mit einem Stimmenanteil von 86,1 % für fünf Jahre gewählt worden.
Beckers Vorgänger Jan Weindorf hatte das Amt 2019 übernommen. Da bei der Direktwahl am 26. Mai 2019 niemand für das Amt des Ortsbürgermeisters kandidierte, fiel die Aufgabe der Neuwahl dem neuen Gemeinderat zu. Daraufhin wurde am 24. Oktober 2019 Jan Weindorf durch den Gemeinderat zum Ortsbürgermeister gewählt. Bei der Direktwahl 2024 trat Jan Weindorf nicht erneut an.

### Wappen
| Wappen von Esselborn | Blasonierung: „In Silber über einem grünen Zweig mit einer roten Rose eine rote Pflugschleife.“ |
| Wappen von Esselborn | Wappenbegründung: Das älteste S(IGEL) DES GERICHTS ZV ESSELBORN aus dem 16. Jahrhundert (Abdruck von 1612) enthält ebenso wie das zweite GERICHTS SIGEL IN ESSELBORN 1707 die Pflugschleife mit Rose, während das ESSELBORN(ER) BRIEF INSIGEL 1784 dieselbe Schleife ohne Rose zeigt. Zur Erklärung der Rose verweist August Menninger auf eine Esselborner Flur Rosengarten, doch dürfte es sich weit eher um die Rose als Gerichtssymbol handeln, wofür typisch ist, dass sie im Briefsiegel fehlt. Abbildung und Beschreibung bei Menninger. Brilmayer gibt irrtümlich das Wappen der Herren von Strahlenberg, der mittelalterlichen Ortsherren, als Gemeindewappen an. |

## Kultur und Sehenswürdigkeiten
Die evangelische Kirche (St. Peter) befindet sich an der Obergasse am südlichen Ortsrand. Sie wurde vielfach umgebaut, wobei von der romanischen Kirche noch der Westturm, zwei Seiten des Chores und die Nordwand des Langhauses erhalten sind. 1459 erfolgte ein Umbau des Turmes und 1486 wurde dem Chor eine gewölbte Sakristei angefügt. Das Langhaus wurde etwa um 1731 nach Süden erweitert, Chor und Sakristei wurden mit dem Schiff zu einem einheitlichen Saal zusammengezogen. An Ausstattung sind eine Sakramentsnische aus der Zeit um 1500, die Kanzel von 1713 sowie die Orgel von 1790 zu nennen.